# Undergroundfilm
Undergroundfilme sind Filme, kurz oder lang, die dem Avantgardefilm zugerechnet werden, in künstlerischer Unabhängigkeit entstehen und deshalb formal wie inhaltlich oft die zu ihrer Zeit geltenden Grenzen überschreiten, vor allem jene der Moral. Wie der politische Untergrund erreichen sie ihre Anhänger außer- und unterhalb der staatlichen Kontrolle.

## Geschichte
Der Begriff „Underground“ entstand in Bezug auf den Film in den späten 1950er Jahren durch das New American Cinema, eine Avantgardebewegung, die im Laufe der 1960er Jahre eine Subkultur mitbegründete und als eine unabhängige Produktionsform sich um die in den üblichen Kunst- und Kulturkanälen vorherrschenden Bedingungen von Kommerz und Zensur nicht kümmerte.
„Träger dieser Gegenkultur, die außer Film vor allem Musik, Dichtung und eine eigene Presse umfasste, wurde in den 1960er Jahren eine Hippie- und Acid-Generation, zu der parallel sich eine amerikanische Linke entwickelte. Sexualität und eine neue Sensibilität auf der einen Seite und Politik auf der anderen waren die beiden Pole des mehr oder weniger freiwilligen Undergrounds. Beide Richtungen erreichten über die Universitäten ihre größte Resonanz und bildeten während der Antikriegs- und Studentendemonstrationen von 1967 und 1968 zum ersten Mal eine gemeinsame Front.“
Eine Schlüsselfigur des New American Cinema war Jonas Mekas, der es verstand, den Underground sichtbar zu machen. Er gründete schon 1954 die Zeitschrift Film Culture, 1962 die Film-makers‘ Cooperative und 1970 die Anthology Film Archives. Die Experimentalfilmfestivals in Brüssel und Knokke von 1958 und 1963/64 dienten den Amerikanern in Europa als erste Foren. In Brüssel inszenierte Mekas einen Skandal, als Flaming Creatures von Jack Smith abgelehnt wurde, weil Männer in Drag und ihre Genitalien zu sehen waren. Er zeigte den Film medienwirksam in seinem Hotelzimmer, was den Spin von der inhärenten politischen Kraft des Undergrounds zu verbreiten half.
Der radikale Formwille der Avantgarde, ihre Ästhetik, die sich oft auf Drogen bezog, und die Verbindung zur Musik (z. B. Velvet Underground), schufen eigene, individuell zu erforschende Räume in psychedelischen Tiefen. Als Skandal drang der Underground von dort vor allem dann nach „oben“, wenn es um Sexualität – und da bevorzugt um Homosexualität – oder auch bloß um Nacktheit ging.
In diesem Sinn herausragend sind Filme wie Scorpio Rising von Kenneth Anger, der schon als Kind in den 1940er Jahren zu filmen begann, und ab 1963 die hausgemachten Filme von Andy Warhol, der zwar nie Underground war, diesen aber in seinen Filmen und auch sonst perfekt zu nutzen verstand, indem er unbekannte Schönheiten wie Candy Darling, Viva oder Joe Dallesandro, Gerald Malanga und Exzentriker wie Taylor Mead, der auch in Filmen von Ron Rice auftrat, auf seiner Ebene zu „Superstars“ machte. Weiters zu nennen sind Barbara Rubin (Christmas on Earth, 1964) und Ken Jacobs (Blonde Cobra, 1962), in dessen Filmen Jack Smith seinen grotesken Stil zu entwickeln die Gelegenheit hatte, ehe er eigene Filme machte.
„In Europa setzte diese Bewegung im Film verspätet ein. Es kam zum Teil zu ähnlichen Ergebnissen, allerdings ohne dem weiten Brackground der amerikanischen Subkultur. Formal schwierige und gesellschaftlich provokante Filme entstanden vor allem in Österreich und Deutschland. Wie in Amerika, Japan, Australien und anderswo wurden die Filme automatisch in den Underground gedrängt.“
Die Gruppe in Österreich schloss sich 1968 gleich zu ihrem Beginn zur Austria Filmmakers Cooperative zusammen. Zu ihr gehörten Kurt Kren, Ernst Schmidt jr., Hans Scheugl, Peter Weibel und Valie Export, später kamen Otto Mühl und Marc Adrian dazu. Das politisch revolutionär aufgeladene Zeitgefühl von 1968 und die Verbindung mit dem Aktionismus von Mühl und Günter Brus in den Filmen von Kren und Schmidt jr. setzte gleich von Beginn an auch in den Filmen und den Expanded-Cinema-Aktionen von Weibel und Export und Scheugl auf Grenzüberschreitung, was zur Folge hatte, dass Veranstaltungen mit Polizei und Anzeigen enden konnten, worüber wiederum Zeitungen gerne berichteten.
In Deutschland gab es Film-Gruppen in Hamburg, München und Köln, aber Underground waren davon wenige, dazu war die Nähe zu den gängigen Kunstorten, -formen und -medien zu geläufig. Aus diesem Grund war Werner Schroeter zu keiner Zeit Underground. Rosa von Praunheim produzierte ab 1967 unabhängig finanzierte Filme, die ab dem ersten Film bei den Kurzfilmtagen in Mannheim gezeigt und ab 1969 vom öffentlich-rechtlichen Rundfunkanstalten ausgestrahlt wurden. Der Underground blieb ihm erspart.
Das Kölner Paar Wilhelm und Birgit Hein war mit ihren Filmen und in ihrer politischen Haltung in Deutschland am radikalsten. Sie waren es auch, die zusammen mit Wilhelms Bruder Karl-Heinz Hein die Avantgarde nach Köln und München holten und die Zugkraft des Begriffs Underground ebenso nutzten wie diverse Festivals in London, Hamburg oder New York. Nach den Österreichern und Amerikanern (Gregory Markopoulos) holten sie auch den Japaner Takahiko Iimura (Ai, 1962–68) und den Klassiker des film maudit, Jean Genets Un chant d’amour, in ihr Verleihprogramm.
Bei der 4. Documenta in Kassel war in der Eröffnungswoche im Juni 1968 eine film-documenta geplant, bei der die Amerikaner und Europäer, wie schon zuvor in Knokke 1967/68, gleich stark vertreten sein sollten, was daran scheiterte, dass die Amerikaner Geld wollten. Eine 1969 von den Heins organisierte Tournee mit Musikern, Performern und Filmen hieß Underground Explosion, ein Auftritt in Bern wurde untersagt. Das Anarchische des Undergrounds zeigte sich auch darin, dass Filmrechte nicht allzu ernst genommen wurden. Die Filme von Genet und Warhol tourten als begehrte „Raubkopien“ durch Europa, ehe beglaubigte Verleiher die Neugierde und das Geld des Publikums in ihre Bahnen lenken konnten.
In den 1970er und 1980er Jahren sprach man immer noch vom underground film, um den gegenkulturellen Pol des unabhängigen Kinos zu bezeichnen. Besonders Nick Zedd und andere Filmemacher des New Yorker Cinema of Transgression und No Wave Cinema beriefen sich bis zu den frühen 1990er Jahren auf den Undergroundfilm. Schon immer wurde Underground auch für Spielfilme verwendet, die weitab vom Kommerz à la Hollywood entstanden.